# 묘량초등학교
묘량초등학교는 대한민국 전라남도 영광군 묘량면 밀재로5길 48 (삼학리)에 있었던 공립 초등학교이다.

## 연혁
- 1930년 6월 1일 묘량공립보통학교 개교(설립인가 5월 1일)(영양리)
- 1938년 4월 1일 묘량공립심상소학교로 개칭
- 1941년 4월 1일 묘량공립국민학교로 개칭
- 1953년 9월 30일 현 위치로 이전
- 1996년 3월 1일 묘량초등학교로 개칭
- 2004년 9월 1일 영광초등학교로 통합